# Opération Jajce II
Seconde Guerre mondiale
Batailles
- Invasion de l'Albanie
- Guerre italo-grecque
- Invasion de la Yougoslavie
- Opération Châtiment
- Bataille de Grèce
- Opération Abstention
- Bataille de Crète
- Campagne de la mer Noire

L'opération Jajce II est une opération anti-partisans en Croatie qui eut lieu du 7 octobre au 6 novembre 1942. Elle fait suite à l'opération Jajce I.

## But de l'opération
Destruction des groupes de partisans présents dans la région de Jajce-Jezero située à 46 km au Sud de Banja Luka ainsi que dans la vallée de Vaganac.
| \| Jajce Jezero Banja Luka \| |
| Jajce Jezero Banja Luka       |

## Forces en présence
Forces de l'Axe
 Reich allemand
- 718e division d'infanterie
- 12e Panzer-Kompanie z.b.V (3 Zug[1] soit 13 chars Hotchkiss)
- Panzerzug 103
- 501e bataillon de Feldgendarmerie (mot.)

 État indépendant de Croatie
- 5e régiment d'infanterie (2 bataillons)
- 8e régiment d'infanterie (1 bataillon)
- 15e régiment d'infanterie (1 bataillon)
- IXe groupe d'artillerie
- VIIe groupe d'artillerie (éléments)
- XIe groupe d'artillerie (éléments)
- 2 bataillons de génie militaire
- 1 bataillon oustachis

 Tchetniks MVAC
- Éléments auxiliaires

Résistance
 Partisans
- 2e brigade Prolétarienne
- 3e brigade du Sandžak (NOU)
- 4e brigade monténégrine (NOU)
- 3e détachement des partisans Krajiški (NOP)
- 4e détachement des partisans Krajiški (NOP)

## L'opération
Après l'opération Jajce I qui avait fait fuir hors de la ville de Jajce les troupes résistantes, les forces de l'Axe décident  de détruire les groupes de partisans présents dans la région.

Au début de l'opération Jajce II, les contacts entre les belligérants sont des escarmouches qui ont lieu dans la vallée de la Sana, dans le voisinage de Vrhpolje, Ključ, Sitnica, Čadjavica et Mrkonjić Grad au Nord-Ouest de Jajce et de Jezero. Les troupes nazies incendient les villages abandonnés et tuent un grand nombre de civils soupçonnés d'être soit des sympathisants, soit des partisans.

Le 28 octobre la 718e division d'infanterie allemande arrête 278 personnes dans Mrkonjić Grad, les transportent à Jajce pour être traités. 

Les auxiliaires tchetniks, trouvent, détruisent un hôpital de campagne du 3e détachement Krajiški (NOP), puis abattent les blessés ainsi que plusieurs médecins et infirmiers qui n'ont pu s'enfuir avant leur arrivée.

## Bilan
Les pertes totales à la fois pour Jajce I et Jajce II donnés par les Allemands donnent:
- Allemands et Croates : 53 tués, 82 blessés, 4 disparus;
- Partisans - 747 tués et 106 capturés.